# Soiled

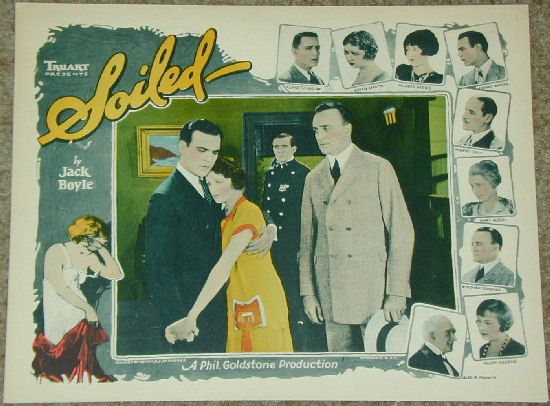
Targeta publicitària de la pel·lícula

Soiled és una pel·lícula muda estatunidenca basada en el relat “Debt of Dishonor” de Jack Boyle aparegut dins el llibre “Red Book”. Va ser dirigida per Fred Windemere i protagonitzada per Kenneth Harlan i Vivian Martin. Va ser estrenada durant l'any 1925, abans de l'octubre.

## Argument
Wilburn Brown ha estat acusat de robar 2.500 dòlars a la feina i l'amenacen de dur-lo a la presó. Per evitar-ho, la seva germana, una corista, demana aquests diners a John Duane, un home casat però amb gran fal·lera per les jovenetes.
Jimmie York, un pilot de curses que està enamorat de Mary, signa un xec a Duane per aquesta quantitat per alliberar-la malgrat que només té uns 200 dòlars al banc. Ell compta que aquell vespre aconseguirà els diners en una gran cursa que se celebrarà aquell vespre. A la cursa, va liderant tota la estona però en la darrera volta punxa una roda i acaba quart. Mary no tindrà altre remei que lliurar-se a Duane a canvi del deute. Al final, Jimmie aconsegueix els diners venent el seu cotxe i arriba a temps de salvar Mary.

## Repartiment
- Kenneth Harlan (Jimmie York)
- Vivian Martin (Mary Brown)
- Mildred Harris (Pet Darling)
- Johnnie Walker (Wilbur Brown)
- Alec B. Francis (Rollo Tetheridge)
- Mary Alden (Mrs. Brown)
- Robert Cain (John Duane)
- Wyndham Standing (James P. Munson)
- Maude George (Bess Duane)
- John Mack